# 사천 다솔사 보안암 석굴
사천 다솔사 보안암 석굴(泗川 多率寺 普安庵 石窟)은 대한민국 경상남도 사천시 곤양면 무고리, 다솔사 보안암에 있는 고려시대의 석굴이다.
1972년 2월 12일 경상남도의 유형문화재 제39호 다솔사 보안암석굴로 지정되었다가, 2018년 12월 20일 현재의 명칭으로 변경되었다.

## 역사
경상남도 사천에 있는 보안암은 1947년 5월에 세워졌으나 실제 석굴은 고려 후기에 승려들의 수도장으로 이용되었다고 전해진다. 정확한 조성 연대는 알 수 없다.
인공으로 만든 이 석굴은 규모나 평면 형태, 모시고 있는 불상 등에서 비록 약간의 차이는 있지만, 《석굴암 석굴》(국보 제24호)과 《군위삼존석굴》(국보 제109호)의 양식을 따르고 있는 고려시대의 것으로 보인다.

## 현재 모습
자연석을 계단식으로 쌓아올린 분묘형(墳墓形)의 석굴로 외부형태는 앞면 9m·옆면 7m 가량의 사각형에 가까운 모습이다. 정면에는 둘기둥을 세워서 입구를 만들고 있으며, 윗면은 완만하게 경사를 이룬 둥근 모양이다. 석굴은 뒷산의 경사면을 'L"자 모양으로 파내고 다진 터에 널판지 모양의 돌을 반원형으로 쌓아 올려 만들었다. 석재는 점판암으로 석굴 주변에서 쉽게 구할 수 있는 재료이다. 석굴에는 정면 양쪽에 기둥을 세워 현관과 통로를 만들었으며, 내부에는 화강암의 긴 돌로 벽과 천장의 뼈대를 만들고 그 사이를 널빤지 모양의 점판암으로 메웠다. 내부의 폭은 3.6m이고, 길이는 2.5m이며, 높이는 2.8m이다.
석굴 안에는 높이 1.8m 가량의 석조여래좌상 1구와 자연석을 소박하게 다듬은 16나한상이 있다. 도깨비의 얼굴이 생동감 있게 조각된 향 받침대가 있고 그 뒤로 석가모니불이 봉안되어 있다. 불상은 큰 코와 굳게 다문 일자형의 입, 지그시 감은 눈은 인자하기보다 엄격한 이미지를 느끼게 된다. 그리고 몸체의 옷자락과 하체 부분은 매우 간략하게 표현되었다. 석가모니불 좌우에는 50cm 내외의 16 나한상이 안치되어 있다. 나한상은 제각기 다른 모습을 취하고 있는데, 오른쪽의 1구는 사라져 버렸다.
천장은 긴 돌 2개를 동서로 걸치고 다시 그 위에 또 하나의 긴 돌을 걸치고 있는 모양이다.
석굴은 규모가 작고 조성 수법도 거칠고 투박하나, 내부 불상의 배치 등은 경주 석굴암의 양식을 따르고 있다.

## 같이 보기
- 경주 석굴암 석굴 (국보 제24호)
- 군위 아미타여래삼존 석굴 (국보 제109호)

## 참고 자료
- 사천 다솔사 보안암 석굴 - 국가유산청 국가유산포털